# Lleterola de llet rosada
Les lleteroles de llet rosada són un grup de bolets reduït i força compacte. Es tracta de lleteroles de barret sec, el marge del qual no és pelut, caracteritzades per la llet blanca que esdevé rosa quan s'escola sobre la carn o les làmines i han transcorregut uns quants minuts (poden caldre fins a dues hores). La llet sol ser picant, fins i tot acre.
Algunes lleteroles de llet rosada són comestibles i poden ser localment apreciades (lleterola clapada d’alzina).
Totes les lleteroles de llet rosada pertanyen al gènere Lactarius secció Plinthogalus.

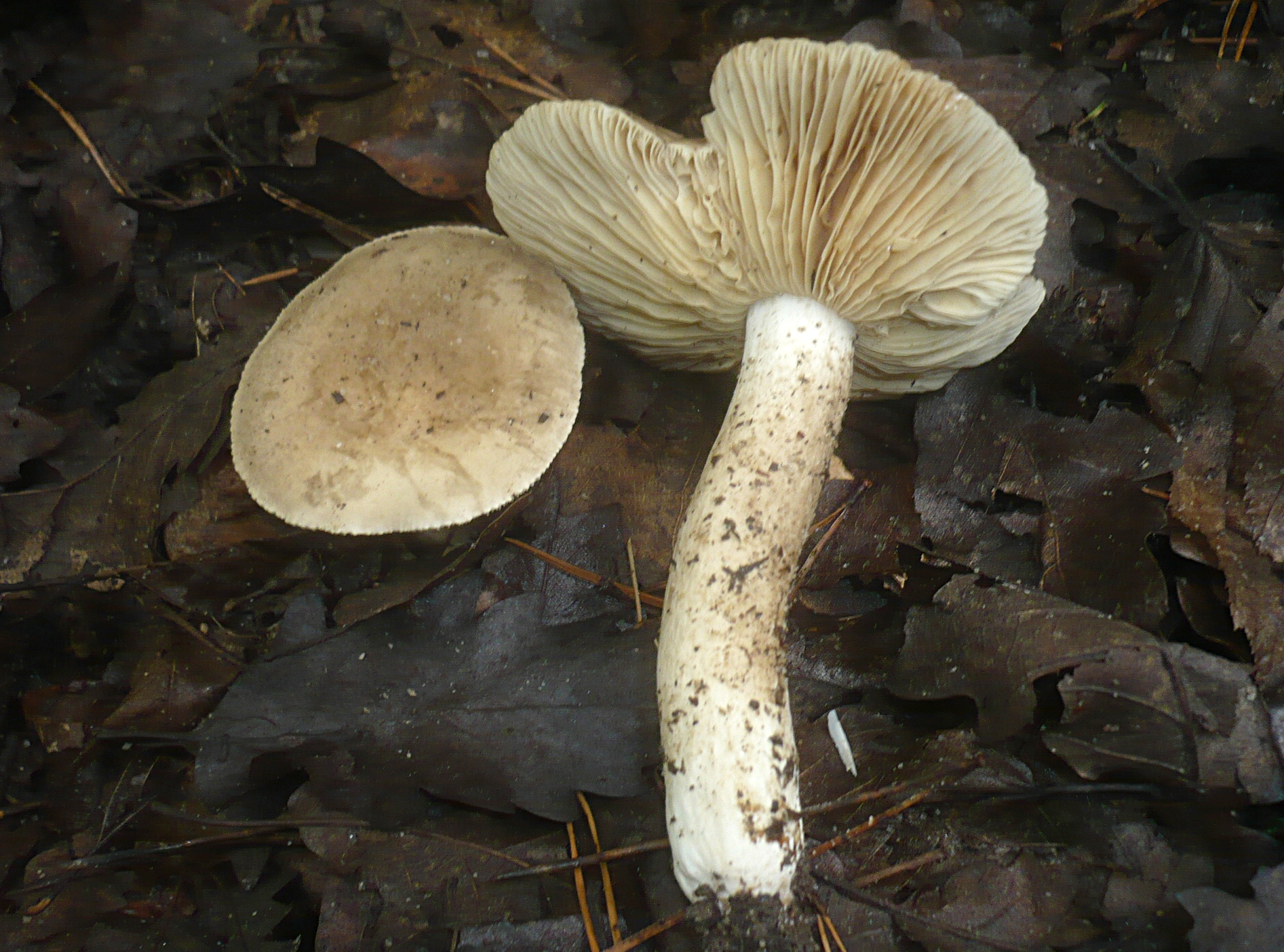
Lleterola clapada d’alzina (Lactarius azonites)

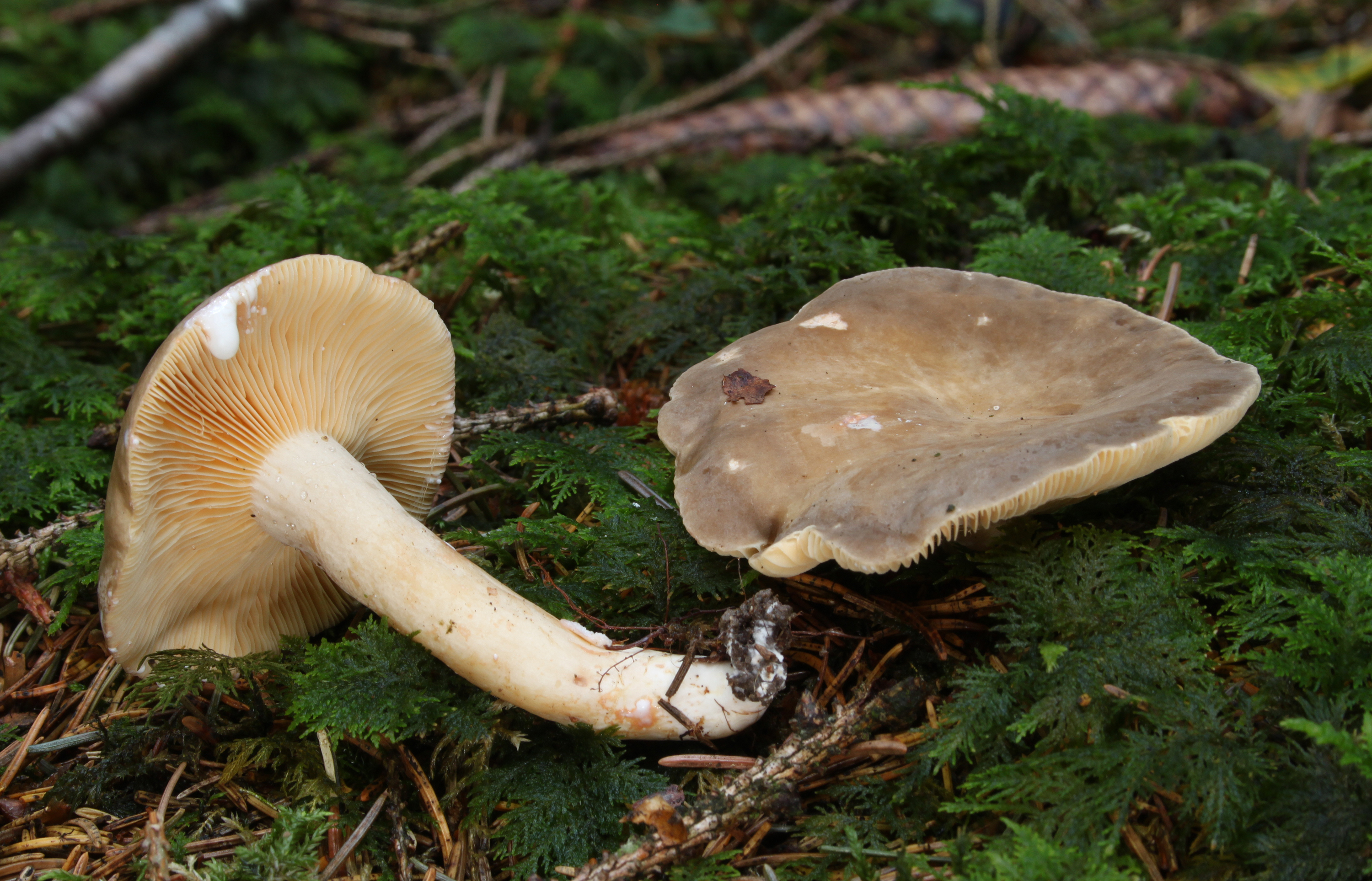
Lleterola clapada de fageda (Lactarius pterosporus)

### Espècies de lleteroles de rosada
- Lactarius acris, lleterola clapada llenegosa
- Lactarius azonites, lleterola clapada de roure
- Lactarius fuliginosus, lleterola fosca
- Lactarius lignyotus, lleterola mascarda de mugró
- Lactarius picinus, lleterola mascarda de pícea
- Lactarius pterosporus, lleterola clapada de fageda
- Lactarius romagnesii, lleterola mascarda
- Lactarius ruginosus, lleterola rossa de fageda